# 데이브 맥코믹
데이비드 해롤드 맥코믹(David Harold McCormick, 1967년 2월 14일 ~ )는 미국의 정치인이다.

## 학력
- 미국 육군사관학교 기계공학 이학사
- 프린스턴 대학교 국제관계학 인문사회 석사
- 프린스턴 대학교 국제관계학 철학박사

## 경력
- 미합중국 육군 예비역 대위
- 맥킨지&컴퍼니 고문
- 프리마켓 CEO
- 아리바 CEO
- 미국 상무부 차관
- 미국 국가안보실 국제경제안보 부보좌관
- 미국 재무부 차관
- 브릿지워터 어소시에이션 회장
- 2025.01 ~ 제119대 미국 펜실베이니아 연방상원의원

## 역대 선거 결과
| 선거명      | 직책명                        | 대수  | 정당   | 득표율 | 득표수      | 결과 | 당락                         |
| ----------- | ----------------------------- | ----- | ------ | ------ | ----------- | ---- | ---------------------------- |
| 2024년 선거 | 상원의원 (펜실베이니아 제1부) | 119대 | 공화당 | 48.82% | 3,399,295표 | 1위  | 펜실베이니아주 상원의원 당선 |